# The Famous Five: Five on a Treasure Island
The Famous Five: Five on a Treasure Island is een computerspel dat werd ontwikkeld en uitgegeven door Enigma Variations. Het spel kwam in 1990 uit voor de Amstrad CPC en SAM Coupé. Later volgde ook release voor andere populaire homecomputers van die tijd. Het spel is een toetsenbordgedreven avonturenspel.

## Platforms
| Jaar | Platform                     |
| ---- | ---------------------------- |
| 1990 | Amstrad CPC, SAM Coupé       |
| 1991 | Amiga, Atari ST, ZX Spectrum |
| 1992 | Commodore 64                 |

## Ontvangst
| Beoordeeld door                | Platform     | Datum          | Score |
| ------------------------------ | ------------ | -------------- | ----- |
| CU Amiga                       | Amiga        | juni 1991      | 75%   |
| Amiga Action                   | Amiga        | juni 1991      | 73%   |
| Amiga Format                   | Amiga        | juni 1991      | 73%   |
| Zzap!                          | Commodore 64 | april 1992     | 70%   |
| Computer and Video Games (CVG) | Amiga        | juni 1991      | 70%   |
| ST Format                      | Atari ST     | september 1991 | 61%   |
| Amiga Power                    | Amiga        | mei 1991       | 60%   |
| Amiga Joker                    | Amiga        | mei 1991       | 58%   |
| Datormagazin                   | Amiga        | mei 1991       | 53%   |